# Fuente de Juturna
La fuente de Juturna (en latín: Lacus Iuturnae) es una fuente de Roma construida en el Foro. La fuente está asociada con un altar dedicado a la ninfa Juturna. El nombre Lacus Iuturnae se refiere tanto a la fuente como al altar que se encuentra cerca.

## Ubicación
La fuente se encuentra en el lado sur del Foro Romano al pie del Palatino, entre el templo de Cástor y Pólux y el de Vesta.

## Función
Antes de la construcción del primer acueducto, la fuente de Juturna era una de las más antiguas e importantes de Roma. Se decía que el agua de esta fuente tenía propiedades curativas. Los más viejos y los enfermos venían a depositar ofrendas alrededor de la fuente para asegurarse la bendición de Juturna para remediar su enfermedad.

## Historia

### Antigüedad

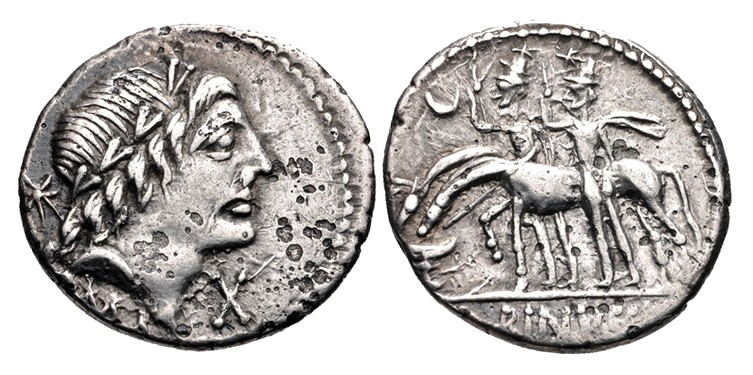
Denario acuñado hacia el año 96 a. C. por un miembro de la Gens Postumia. Sobre el reverso, los Dioscuros se mantienen cerca mientras sus caballos beben de la fuente.

Según la leyenda, el altar marcaba el lugar en el que, en el año 495 a. C., los gemelos Cástor y Pólux hicieron un alto para dejar a sus caballos abrevar al pasar por Roma para anunciar la victoria romana en la batalla del Lago Regilo. Un templo a ellos dedicado, el templo de Cástor y Pólux, fue construido cerca. Siempre según la leyenda, la divinidad misma habría aparecido por encima de la fuente tras la victoria de los romanos en Pidna en 168 a. C.
A lo largo del siglo II a. C., durante la censura de Emilio Paulo, el manantial se transformó en fuente y adornada por un grupo representando a los Dioscuros y sus caballos a fin de conmemorar los prodigios, dedicado por Lucio Emilio Paulo. En el año 117 a. C., la fuente fue reconstruida por Lucio Cecilio Metelo.
La fuente fue dañada por el fuego en el año 14 y restaurada por Tiberio. Durante el Imperio, cuando otra fuente se secó, las vestales utilizaron la fuente de Juturna para aprovisionarse a fin de cumplir con sus ceremonias religiosas. La fuente fue modificada durante el siglo IV para hacer lugar a la construcción de la statio aquarum.
Durante la Edad Media, la fuente era utilizada todos los días, y los numerosos peregrinos continuaron yendo a esta fuente para beneficiarse de sus supuestas virtudes curativas.

### Las excavaciones arqueológicas
La parte sur del Foro estuvo abierta desde el año 1900 y los vestigios de la fuente se desenterraron, datando en su mayor parte del Imperio, pero con partes más antiguas que se remontan a la República.

## Descripción

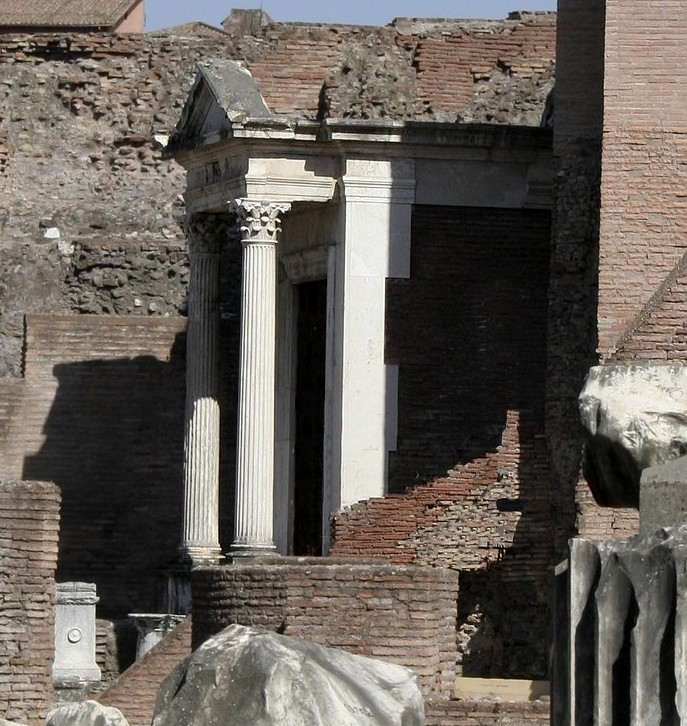
Edículo de Juturna con el pozo y el altar que son particularmente visibles entre dos muros de ladrillo.

### La fuente
La fuente se compone de una piscina casi cuadrada de 5,13 metros de largo por 5,04 metros de ancho y 2,12 metros de profundidad, pavimentada con losas de mármol. En el medio de la cuenca se encuentra un altar rectangular de 1,78 metros de altura, con una base de alrededor de 3 metros de largo por 2 metros de largo. Debió sostener estatuas de mármol representando a los Dioscuros acompañados por sus caballos·.

### El altar y el edículo
En las proximidades se encuentra un altar con las representaciones de los Dioscuros y de Helena con Júpiter a un lado y Leda al otro, colocadas en época de Adriano.
A unos 4 metros al sur de la piscina se encuentra un edículo compuesto por una cella que albergaba una estatua de Juturna y de una pequeña pronaos de dos columnas. Enfrente se encuentra un altar sobre el cual figura un relieve representando a Juturna y su hermano Turno. Entre los dos se construyó un pozo circular con una inscripción que recuerda que el santuario fue restaurado por Marco Barbatio Polión, edil curul de la segunda mitad del siglo I a. C..